# Heinz Oehler
Heinz Oehler (* 1. Februar 1920 in Altenburg; † 26. September 1973) war ein deutscher Gewerkschafter. Er war Vorsitzender des Zentralvorstandes der Industriegewerkschaft Druck und Papier im FDGB und Direktor der Gewerkschaftshochschule „Fritz Heckert“. 

## Leben
Oehler, Sohn einer Arbeiterfamilie, besuchte die Volksschule und absolvierte eine Lehre zum Buchdrucker in Altenburg. Anschließend arbeitete er im Beruf. 1939 wurde er zum Reichsarbeitsdienst und später zum Kriegsdienst in der Wehrmacht eingezogen. 1945 geriet Oehler in Schleswig-Holstein in britische Kriegsgefangenschaft. 
1945 kehrte er nach Altenburg zurück und war dort bis 1950 wieder als Buchdrucker tätig. 1945 trat er dem FDGB sowie 1946 der SED bei. 1950 wurde er Vorsitzender der Betriebsgewerkschaftsleitung in der „Piererschen Druckerei“ in Altenburg. 1951 studierte er an der Gewerkschaftshochschule „Fritz Heckert“ in Bernau bei Berlin. Zwischen 1951 und 1960 lehrte er an der FDGB-Hochschule. Zwischen 1955 und 1961 absolvierte Oehler ein Fernstudium an der Parteihochschule „Karl Marx“ der SED, das er als Diplom-Gesellschaftswissenschaftler abschloss.
1960 wurde er Leiter der Lehrabteilung an der FDGB-Hochschule, 1960/61 wirkte er als stellvertretender Direktor der Hochschule. Von Oktober 1961 bis Januar 1966 war Oehler Vorsitzender des Zentralvorstandes der IG Druck und Papier. Ab 1966 wirkte er zunächst erneut als stellvertretender Direktor und war dann von 1969 bis 1973 schließlich Direktor der FDGB-Hochschule. 1972 wurde er zum Professor ernannt.
Oehler gehörte von 1961 bis zu seinem Tode im Jahre 1973 dem Bundesvorstand des FDGB als Mitglied an. Er war auch langjähriger Präsident des Internationalen Ständigen Komitees der Gewerkschaften der graphischen Industrie.
Oehler starb nach kurzer, schwerer Krankheit im Alter von 53 Jahren.

## Schriften (Auswahl)
- Autorenkollektiv (unter der Leitung von Heinz Oehler): Hundert Jahre Kampf der Gewerkschaften der graphischen Arbeiter. Beiträge zur Entwicklung der gewerkschaftlichen Organisationen in der graphischen Industrie seit der Gründung der Deutschen Buchdruckerverbandes 1866 bis zur Gegenwart. Tribüne, Berlin 1966.
- Gewerkschaftliche Interessenvertretung bei der Gestaltung des entwickelten gesellschaftlichen Systems des Sozialismus in der DDR. Hochschule der Deutschen Gewerkschaften „Fritz Heckert“, Bernau 1969.
- Die führende Rolle der SED – Grundlage der erfolgreichen Tätigkeit des FDGB bei der Gestaltung der sozialistischen Gesellschaft. Kolloquium zu Ehren des 25. Jahrestages der Gründung der SED. Hochschule der deutschen Gewerkschaften „Fritz Heckert“, Bernau 1971.
- Die gewerkschaftliche Bildungsarbeit im Freien Deutschen Gewerkschaftsbund [=Internationale Gewerkschaftsprobleme, Nr. 5]. Hochschule der deutschen Gewerkschaften „Fritz Heckert“, Bernau 1971.
  - französisch: Le travail de formation de la Confédération des syndicats libres allemands (F.D.G.B.)
  - englisch: The educational Work of the Confederation of Free German Trade Unions (FDGB)

## Auszeichnungen
- Vaterländischer Verdienstorden in Bronze (1965)[1]